# Grov fridskränkning
Grov fridskränkning är i Sverige sedan 2000 ett vålds-, frids- eller sexualbrott som består av upprepad kränkning av en närstående eller tidigare närstående person. Begås brottet av man mot kvinna med vilken han är eller har varit sammanboende under äktenskapsliknande former betecknas brottet istället som grov kvinnofridskränkning, en brottsbeteckning som nu återkom i svensk lag efter att ha försvunnit år 1864 efter att ha instiftats av Birger Jarl och bekräftats år 1280 i Alsnö stadga.

## Grov fridskränkning
Brottsbalkens systematik i allmänhet innehåller en så kallad normalgrad av ett brott som kan bedömas som grovt brott enligt svensk lag om försvårande omständigheter föreligger. Så är inte fallet med grov fridskränkning, som utgör den enda graden av brottet.
Syftet med lagstiftningen om grov fridskränkning är att angripa fall av systematisk kränkning. Sådana fall kan omfatta ett flertal handlingar som var och en för sig har ett lågt straffvärde. De kränkningar som avses är exempelvis misshandel, ofredande, hemfridsbrott och sexuellt tvång. Brottet grov fridskränkning möjliggör således en sammanvägd bedömning.
Den som begått brottsliga gärningar enligt 3, 4 eller 6 kap brottsbalken mot en närstående eller tidigare närstående person, döms, om var och en av gärningarna utgjort led i en upprepad kränkning av personens integritet och gärningarna varit ägnade att allvarligt skada personens självkänsla, för grov fridskränkning till fängelse, lägst ett och högst sex år enligt 4 kap 4a § brottsbalken.
Föräldrar som kränkt sitt barn genom misshandel upprepade gånger har båda dömts till fängelse ett år och sex månader.
Uppfostrande våld har av Hovrätten för Västra Sverige bedömts som misshandel och därmed ändrat tingsrättens dom på ett års fängelse för grov fridskränkning.

## Grov kvinnofridskränkning
Har gärningarna begåtts av en man mot en kvinna som han är eller har varit gift med eller som han bor eller har bott tillsammans med under äktenskapsliknande förhållanden, skall i stället dömas för grov kvinnofridskränkning till fängelse, lägst ett och högst sex år enligt 4 kap 4a § andra st brottsbalken.
Högsta domstolen har i NJA 1999 s 102 bedömt att grov kvinnofridskränkning inte förelegat trots att den tilltalade tidigare dömts vid tre tillfällen för misshandel av sammanboende kvinna.
Detta rättsfall avser äldre lagstiftning som gällde innan ändringar genomfördes 1999, just med anledning av detta rättsfall. Se Proposition 1998/99:145 Ändring av fridskränkningsbrotten med länk nedan under Förarbeten. 
I NJA 2003 s 144 har Högsta domstolen fastslagit att vid bedömningen om gärningarna har varit ägnade att allvarligt skada sambos självkänsla bör detta besvaras med beaktande av hela hennes situation. Det är därvid tillräckligt att gärningarna typiskt sett leder till att självkänslan skadas allvarligt.
Högsta domstolen har bedömt ett par som närstående vid fråga om grov fridskränkning av man mot kvinna trots att båda hade tillgång till egen bostad. HD ansåg emellertid att andra stycket inte var tillämpligt på omständigheterna i fallet varför mannen dömdes för grov fridskränkning istället för grov kvinnofridskränkning. 
Malmö tingsrätt dömde den 3 februari 2009 en man för ett antal våldtäkter och grov kvinnofridskränkning av två kvinnor till 12 års fängelse samt till att utge skadestånd på sammanlagt mer än en miljon kronor.

## Statistik
År 2007 lagfördes 410 personer för grov fridskränkning eller grov kvinnofridskränkning som huvudbrott. Detta är en minskning med 74 lagförda personer eller 15 procent jämfört med år 2006. 

## Fotnoter
1. ↑  ”Grov kvinnofridskränkning - Uppsala universitet”. www.nck.uu.se. Arkiverad från originalet den 24 maj 2015. https://web.archive.org/web/20150524022903/http://www.nck.uu.se/Kunskapscentrum/Kunskapsbanken/amnen/Vald_i_nara_relationer/Grov_kvinnofridskrankning_amnesguide/. Läst 23 maj 2015.
2. ↑  3 kap. (1962:700)
3. ↑  4 kap. (1962:700)
4. ↑  6 kap. (1962:700)
5. ↑  ”Brottsbalk (1962:700) (BrB) | Lagen.nu”. lagen.nu. https://lagen.nu/1962:700#K4. Läst 9 februari 2022.
6. ↑  4 kap. 4a § (1962:700)
7. ↑  https://lagen.nu/dom/nja/2004s437
8. ↑  Hovrätt: Misshandel i uppfostringssyfte är inte grov fridskränkning Dagens Juridik, 13 november 2008
9. ↑  4 kap. 4a § 2 stycket (1962:700)
10. ↑  https://lagen.nu/dom/nja/1999s102
11. ↑  https://lagen.nu/dom/nja/2003s144
12. ↑  https://lagen.nu/dom/nja/2004s97
13. ↑  Man torterade två kvinnor i hemmet Arkiverad 25 oktober 2011 hämtat från the Wayback Machine.  Sydsvenskan, 4 februari 2009
14. ↑  Lagförda personer - Slutlig statistik för 2007,  PDF sid. 4 Arkiverad 30 juli 2018 hämtat från the Wayback Machine. Brottsförebyggande rådet

## Förarbeten
- Proposition 1997/98:55 Kvinnofrid
- Proposition 1998/99:145 Ändring av fridskränkningsbrotten